# Clare Sutcliffe
Clare Sutcliffe es una diseñadora de experiencia de usuario y cofundadora de Code Club. Fue galardonada con la Orden del Imperio Británico en 2015.

## Trayectoria
Sutcliffe estudió diseño gráfico en la Universidad Bath Spa.
Después de graduarse, Sutcliffe trabajó en diseño web. Se unió a Pixelgroup en 2010, donde comenzó BrainyHacks, un evento de piratería no técnica. En 2012 se unió a la agencia de marketing Albion y diseñó la aplicación de mensajería para Telefónica. Ella habló sobre Hacking the Future en TEDx Brighton.
Sutcliffe cofundó Code Club con Linda Sandvik en 2012. Se desempeñó como directora ejecutiva, responsable de 4.000 clubes de codificación después de la escuela para niños de 9 a 13 años. Code Club crea material educativo para voluntarios que enseñan a niños durante una hora después de la escuela. La mitad de los voluntarios son de empresas del sector privado. Los niños aprenden a programar, construir juegos de computadora y hacer sitios web. Programan en Scratch, luego HTML, CSS y Python. Sutcliffe obtuvo fondos de ARM y Google. Code Club se globalizó en 2014. Ella ha proporcionado evidencia para el gobierno sobre la formación fragmentada de habilidades digitales del Reino Unido. En 2015, Sutcliffe lanzó CodeClubPro para mejor apoyar a los profesores de informática. Lideró la fusión con la fundación Raspberry Pi en 2015 y fue nombrada directora ejecutiva de comunidades y divulgación. En 2016 fue galardonada con un MBE en los Premios de Año Nuevo. Fue nombrada una de las mujeres más influyentes de Computer Weekly en TI. Ella dejó Raspberry Pi en marzo de 2018.